# Detroit: City on the Move
Detroit: City on the Move is een Amerikaanse documentaire uit 1965 die een uitgebeeld beeld geeft van de stad Detroit. De film was gemaakt om het olympisch comité ervan proberen te overtuigen dat ze daar de spelen moesten houden, dit werkte niet. De film is onderdeel van de prelinger archives.